# Bonairiaanse voetbalbond
De Federashon di Futbol Boneriano (FFB) (Nederlands: BVB) is de voetbalbond van Bonaire die de hoogste voetbalcompetitie op Bonaire, de Bonaire League, organiseert, en verantwoordelijk is voor het Bonairiaans voetbalelftal. De FFB is geen lid van de FIFA, maar wel voorlopig lid van de Caraïbische Voetbalunie CFU en lid van de CONCACAF. In 2019 probeerde men wel lid te worden van de FIFA, maar dit werd uiteindelijk afgewezen na een zaak bij het Hof van Arbitrage voor Sport in 2020, aangezien Bonaire slechts een speciale gemeente is.

## Geschiedenis
De Federashon di Futbol Boneriano werd opgericht in mei 1960. Hosé Frans, onderwijzer en politicus, was haar eerste voorzitter. Tot de ontbinding van de Nederlandse Antillen in 2010 viel de bond direct onder de Nederlands Antilliaanse Voetbal Unie. Van de CONCACAF werd zij in 2012 geassocieerd lid en in 2014 officieel lid.
In 2008 was er een voetbalmachtsstrijd gaande op Bonaire waar de drie ploegen S.V. Uruguay, SV Real Rincon en SV Vespo een eigen organisatie hadden opgericht met een eigen competitie. In deze competitie werden ze bijgestaan door het herboren Atlétiko Flamingo (die zijn laatste wedstrijd in 1989 speelde) en Arriba Perú. Een week na bekendmaking van de plannen besloot ook SV Estrellas over te stappen. Officieel hebben deze ploegen hun lidmaatschap nooit opgezegd bij de FFB.

## Leden FFB
| Arriba Perú        | SV Real Rincon |
| Atlétiko Flamingo  | SV Vespo       |
| Atlétiko Tera Corá | SV Vitesse     |
| SV Estrellas       | S.V. Uruguay   |
| SV Juventus        |                |